# Ruthven Bluff
Il Ruthven Bluff (in lingua inglese: Falesia Ruthven), è una vasta  falesia rocciosa antartica, situata 2 km a sud del Sosa Bluff, nelle Schneider Hills dell'Argentina Range, nei Monti Pensacola, in Antartide. 
La falesia è stata mappata dall'United States Geological Survey (USGS) sulla base di rilevazioni e foto aeree scattate dalla U.S. Navy nel periodo 1956-67.
La denominazione è stata assegnata dall'Advisory Committee on Antarctic Names (US-ACAN), in onore di Richard W. Ruthven, agrimensore dell'USGS che ha condotto rilevazioni nella falesia nel 1965-66.